# Amaia Montero
Amaia Montero (Irun, 1976. augusztus 26. –) spanyol énekesnő, a La Oreja de Van Gogh énekese. Baszkföldön született 1976-ban, eredetileg kémia szakos hallgató volt a Baszkföldi Egyetemen, itt találkozott a későbbi tagokkal. 1996 januárja óta -vagyis az együttes megalakulása óta- énekese volt a zenekarnak, és 11 év után, 2007. november 19-én kilépett az együttesből, hogy szólókarrierjébe kezdjen. Első önálló lemeze 2008 októberében jelent meg.

## Lemezei
La Oreja de Van Gogh-gal:
- Dile al Sol , 1998 (több mint 900 ezer lemez eladás)
- El viaje de Copperpot , 2000 (több mint 2 millió lemez eladás)
- Lo que te contré mientras te hacías la dormia , 2003 (több mint 2 millió lemez eladás)
- Guapa , 2006 (1 millió lemez eladás)
- Más Guapa , 2006 (a Guapa című album újbóli kiadása)

Duettek
- Álex Ubago - Sin miedo a nada
- El Canto del Loco - Puede ser
- José Luis Perales - ¿Por qué te vas?
- Ramsey Ferrero - Me quedas tú
- Mikel Erentxun - Ahora sé que estás
- José Alfonso Lorca - El último Quijote
- Eros Ramazzotti - Está pasando noviembre
- Miguel Bosé - Sevilla
- Pablo Villafranca - Paris
- Mikel Erentxun - Lau Teilatu
- Luis Miguel - No se tú
- Alejandro Fernández - Me dediqué a perderte
- Presuntos implicados - Samurai
- Mikel Erentxun - "La orilla de Carla"
- Pereza - "Grupis"